# Mohamed Ould Abdel Aziz
 Der er for få eller ingen kildehenvisninger i denne artikel, hvilket er et problem. Du kan hjælpe ved at angive troværdige kilder til de påstande, som fremføres i artiklen.

Mohamed Ould Abdel Aziz (født 1956 i Akjoujt, Mauritanien) er en mauretansk politiker, der var Mauretaniens 8. præsidenter i perioden fra 2009 til 2019. 
Aziz var en ledende officer i Mauretaniens hær og var en ledende figur i det militærkup, der i august 2005 afsatte Mauretaniens daværende præsident Maaouya Ould Sid'Ahmed Taya og i august 2008 stod han i spidsen for et nyt kup, der afsatte præsident Sidi Ould Cheikh Abdallahi og premierminister Yahya Ould Ahmed El Waghef. Efter dette kup blev Abdel Aziz indsat som præsident for en overgangsregering, der skulle bane vejen for et nyt valg. Ved dette valg i april 2009 blev Aziz erklæret vinder, og han blev indsat som valgt præsident den 5. august 2009.
Abdel Aziz fungerede som formand for Den Afrikanske Union fra 2014 til 2015.
Ved valget i 2019 stillede Aziz ikke op. Valget blev vundet af Aziz' nære allierede Mohamed Ould Ghazouani, der overtog præsidentposten den 1. august 2019.
1. ↑  Navnet er anført på engelsk og stammer fra Wikidata hvor navnet endnu ikke findes på dansk.